# Анокич, Владимир
Владимир Анокич (серб. Владимир Анолић; 14 августа, 1977 года) — сербский футболист, игравший на позиции защитника.

## Биография
Начинал свою карьеру на родине. Несколько лет защитник выступал в элитной Первой лиге чемпионата Югославии и Сербии и Черногории за клубы «Земун» и «Раднички» из Обреноваца. В 2007 году сербский футболист оказался в России, где он подписал контракт с новичком Первого дивизиона иркутской «Звездой». Однако стабильно заиграть в основном составе клуба ему не удалось. Легионер совершенно не выделявшемуся даже на фоне своих не самых звёздных партнеров по команде. Самым положительным моментом за время пребывания в «Звезде» стал гол Анокича в ворота московского «Торпедо» в «Лужниках». Там иркутяне добились неожиданной победы над «черно-белыми» со счетом 2:1. Всего за «Звезду» Анокич провёл 20 игр и по итогам сезона он покинул команду.
Дальнейшая судьба футболиста неизвестна.